# Joseph Nissim
Joseph Gabriel Nissim (Salonicco, 22 febbraio 1919 – Milano, 12 marzo 2019) è stato un imprenditore greco fondatore della multinazionale Bolton.

## Biografia
Nacque il 22 febbraio 1919 a Salonicco, in Grecia, da famiglia ebraica, visse nella città calcidica fino al 1941: a Salonicco risiedeva a quel tempo una nutrita comunità israelitica, decimata dalle deportazioni di massa avvenute durante la seconda guerra mondiale, con l'occupazione delle truppe del Terzo Reich, giunte dopo la capitolazione dell'esercito greco nella guerra contro le potenze dell'Asse. Nissim fu uno dei pochi ebrei superstiti poiché fuggì dalla città poco prima dell'arrivo dei Tedeschi, e si arruolò nell'Esercito britannico, in cui fu luogotenente nella Brigata Greca dell'VIII Armata del Generale Montgomery, prendendo parte alla Battaglia di El Alamein del 1942. Fu anche paracadutista del Battaglione Sacro delle forze armate greche in esilio, che operò in Tunisia, in Palestina e nell'Egeo. Queste azioni gli valsero una medaglia d'oro al valore militare.
Sciolto il battaglione al termine del conflitto, nel 1946 fu ad Aleppo in un campo profughi che ospitava numerosi ebrei fuggiti dalla Grecia. Nel 1947, Nissim emigrò in Italia e si stabilì a Milano, dove due anni più tardi, nel 1949, creò un'attività di import-export di beni di consumo con una robusta rete commerciale, denominata Exportex S.r.l. (poi divenuta Exportex S.p.A.). Negli anni cinquanta, con la sua attività collaborò con la statunitense Procter & Gamble, di cui divenne rappresentante commerciale per distribuire i prodotti sul territorio italiano.
L'attività imprenditoriale di Nissim crebbe nel 1960 con l'acquisizione della ICIS S.a r. l. Industria Carni in Scatola, azienda di Cermenate, in provincia di Como, produttrice di carne in scatola a marchio Manzotin. La società venne trasformata in Trinity Alimentari Italia S.p.A. nel 1965, e si specializzò anche nella produzione di tonno in scatola a marchio Rio Mare. Considerato un pioniere del marketing, inventò slogan pubblicitari passati alla storia, come quello di Rio Mare ("Il tonno così tenero che si taglia con un grissino").
Nei decenni successivi la sua attività si ingrandì ulteriormente ed ebbe origine il gruppo Bolton, che grazie alle acquisizioni di altre aziende e marchi del settore alimentare e chimico (come Borotalco, Omino Bianco, Collistar, UHU), divenne uno dei più importanti gruppi in Italia e in Europa. Persona riservatissima, ha operato a lungo attraverso una fiduciaria di Mediobanca e strinse un forte legame con l'avvocato d'affari Sergio Erede che sarà sino alla fine del 2016 presidente del Gruppo. Col passare degli anni Nissim lascerà Milano e andrà a vivere a Ginevra. Del suo Gruppo  fu amministratore fino alla sua morte, avvenuta a Milano il 12 marzo 2019, 18 giorni dopo aver compiuto 100 anni.
È stato membro fondatore della Fondazione Milano per la Scala, sostenitore del Teatro Franco Parenti, della Fondazione per la Scuola della Comunità ebraica di Milano, del Memoriale della Shoah di Milano e referente per l'Italia del Weizmann Institute of Science. Sposato con Jeanne Aroesti, fu padre di Gabriele e Marina, quest'ultima succedutagli alla conduzione dell'azienda.